# Gordon-Bennett-Cup (Motorsport)

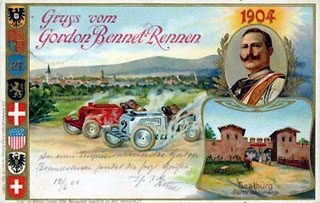
Darstellung zum Gordon-Bennett-Cup

Der Gordon-Bennett-Cup war eine jährlich stattfindende Motorsportveranstaltung, die in den Jahren 1900 bis 1905 ausgetragen wurde. Es war der erste internationale Leistungsvergleich zwischen mehreren Automobilmarken, in dessen Umfeld zudem die Gründung der Vorgängervereinigung des Automobilweltverbands Fédération Internationale de l’Automobile beschlossen wurde.

## Regularien
Zugelassen waren drei Fahrzeuge pro Nation, die vollständig (einschließlich Motor, Reifen und aller Kleinteile) in diesem Land hergestellt werden mussten. Das Gesamtgewicht durfte nicht weniger als 400 kg betragen und maximal 1000 kg. Es wurden ausschließlich Zweisitzer zum Wettbewerb zugelassen. Die Streckenlänge lag immer zwischen 550 und 650 Kilometer.
Die siegreiche Nation hatte die Aufgabe, das nächstjährige Rennen zu organisieren.

## Geschichte

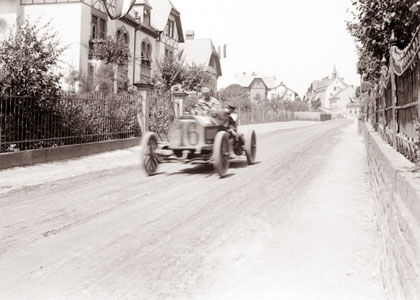
Rennen um den Gordon-Bennett-Cup am 17. Juni 1904 durch den Taunus. Hier ein Photo bei der Durchfahrt der Füllerstraße in Oberursel (Taunus). Die Nummer 16 gehörte John B. Warden auf Mercedes 95 PS der das Rennen nicht beendete.

Ausscheidungsfahren für den Gordon-Bennett-Cup in Frankreich

Initiator des Gordon-Bennett-Cup war der amerikanische Zeitungsverleger James Gordon Bennett junior (1841–1918). Zum ersten Rennen 1900 starteten Fahrzeuge aus Frankreich, den USA und Belgien, im darauffolgenden Jahr gar nur französische Wagen. Schließlich setzte sich die Idee auch Fahrzeuge ausländischer Konstrukteure zuzulassen durch und an den später ausgetragenen Rennen nahmen Fahrzeuge aus Frankreich, Großbritannien, Deutschland, Belgien, Österreich, Italien, der Schweiz und den USA teil.
Am Rande des Gordon-Bennett-Cup im Jahre 1904 in Bad Homburg beschlossen die Automobilklubs sich in einem gemeinsamen Verband zusammenzuschließen. Der Verband wurde wenige Tage später am 20. Juni 1904 in Paris als Association Internationale des Automobile Clubs Reconnus (AIACR) gegründet und ist die Vorgängervereinigung des heutigen Automobilweltverbandes Fédération Internationale de l’Automobile (FIA).
Nach 1905 waren die französischen Fahrzeugproduzenten mit der strengen Quote nicht mehr einverstanden, da in Frankreich überaus viele Hersteller um die drei Startplätze kämpften. Frankreich zeigte daher kaum noch ein Interesse, das Rennen im Jahr 1906 auszutragen. Vielmehr schrieb man zeitgleich den ersten Grand Prix aus und drängte das Cup-Rennen in den Hintergrund. Das Interesse anderer Nationen schwand, da man im Grand Prix mehr Ruhm einfahren konnte. Der erste Große Preis, so die deutsche Übersetzung, war der Große Preis von Frankreich 1906. Dennoch hatte der Gordon-Bennett-Cup große Auswirkungen auf die Motorsportgeschichte: Das British Racing Green fand hier seinen Ursprung, ebenso die motorsportliche Tradition von Mercedes-Benz und Michelin. Auch der konsequente Einsatz von Rundstrecken, welche die Stadt-zu-Stadt-Fahrten nach und nach ablösten, trat in den Rennen zum Gordon-Bennett-Cup seinen Siegeszug an.

## Siegerliste
| Jahr | Austragungsort  | Fahrer          | Wagen              |
| ---- | --------------- | --------------- | ------------------ |
| 1900 | Paris–Lyon      | Fernand Charron | Panhard & Levassor |
| 1901 | Paris–Bordeaux  | Léonce Girardot | Panhard & Levassor |
| 1902 | Paris–Innsbruck | Selwyn Edge     | Napier             |
| 1903 | Athy (Irland)   | Camille Jenatzy | Mercedes           |
| 1904 | Bad Homburg     | Léon Théry      | Richard-Brasier    |
| 1905 | Auvergne        | Léon Théry      | Richard-Brasier    |